# 小尾権三郎
小尾 権三郎（おび ごんざぶろう、寛政8年（1796年） - 文政2年（1819年）は、江戸時代後期の修験者。甲斐駒ヶ岳を開山した。延命行者鐇弘法印、威力不動尊の別称がある。

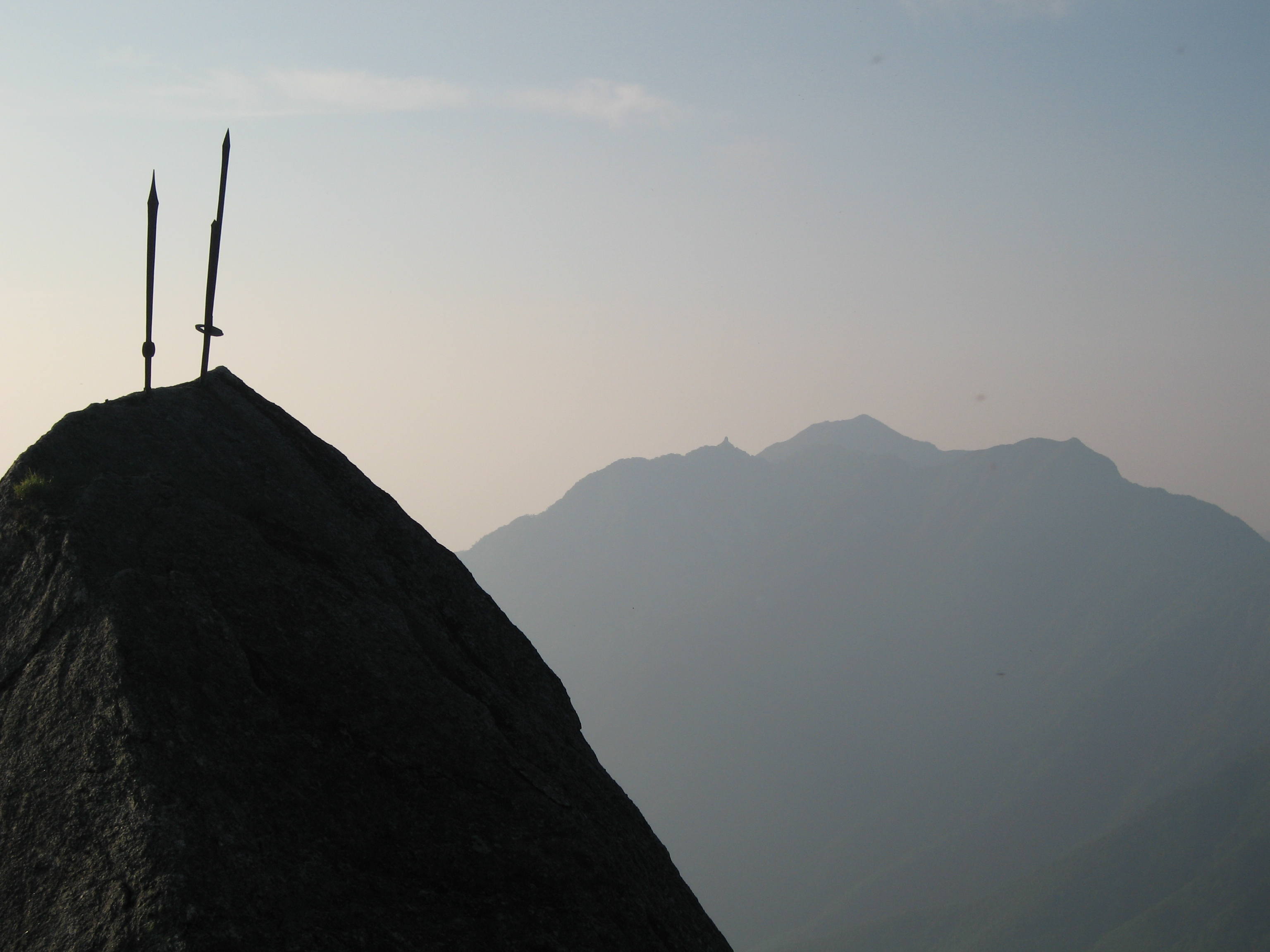
甲斐駒ヶ岳の2本剣と鳳凰三山

## 生い立ち
この節の出典:
信濃諏訪郡上古田村（現：長野県茅野市豊平上古田）にて、甲州武田氏旧臣の一族、庄屋の小尾今右ヱ門の次男として生まれる。

## 執念の父、独自の修行
権三郎は12歳で諏訪藩の家老千野貞亮（兵庫）宅に仕えた。
権三郎の父、今右衛門はかつて天明の大飢饉の頃、窮状した村を法力で救うべく、講を開くため、甲斐駒ヶ岳開山をめざし12年の長きに渡り登頂を試みたが願いかなわず断念していた。幼い我が子に非凡な才を見いだし、(千野氏の若殿に、庭前の梅の木にさえずっている鶯を、枝を折りながら取り来たりて、御覧に入れたと云う伝説有り。)開山の願いを託す。
幼少期から、父今右ヱ門の考案した修行を課せられたれていた。父による独自の訓練（修行）は苛酷を極めた。走る、岩を攀じ登る、断食をする、水を断つ、眠らせない、その他、権三郎はその都度泣き叫んで嫌がったが、今右衛門は呵責なく鍛えた。つまり、権三郎の幼年は、甲斐駒ケ岳開山の悲願だけに、常住坐臥一切がしばられていたわけである。

## 修験者への道
15歳になった時、千野貞亮から元服して武士となり諏訪藩へ勤めよとの推挙があったが権三郎はこれを断わり、修験者になるべく、貞亮から暇を貰い、下古田の万福院の弟子となり修験道を学ぶ。その後、北山村の万宝院に弟子入りをし、神道を学ぶ。さらに東西の名師を尋ね歩き、難苦行を3年余り続けた。
父の独自の修行も集大成を迎えた。今右衛門は17歳の権三郎を、甲州にある尾白川の徒渉点に、10日分の乾し飯を与えて放置した。今右衛門の執念にとって、既に、権三郎は条件反射学の実験動物のようなものであった。この川筋に沿って登り、頂上を極めて帰える他、生きて上古田へ帰る方法はないと、追い込んでいたのである。

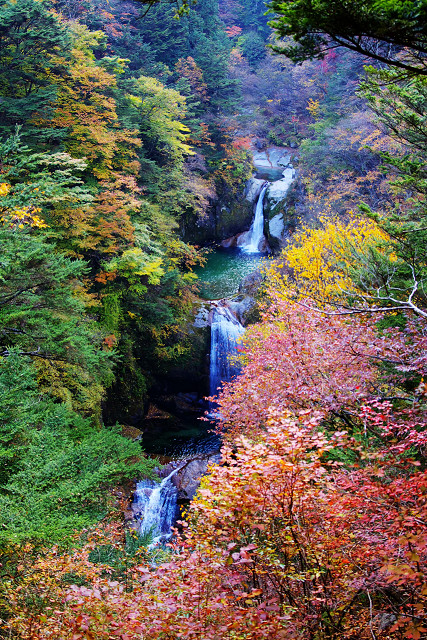
尾白川

## 庇護者山田一族
当時甲斐駒ヶ岳のふもと巨摩郡横手村の名主山田家が山麓の管理役を勤めていた。駒ヶ岳に入山するには山田家当主の許可が必要であった。権三郎の父、今右衛門もまたかつて駒ヶ岳開山の願いを山田家に出し、登頂を試みた。それから41年後文化10年（1813年）息子である権三郎が山田家に開山を願い出た。親子二代にわたっての念願である。しかし最初は入山の許可が下りず、権三郎は各修験の山々の巡錫の旅に出て、たびたび山田家を訪問した。そうして文化13年(1816年)3月にようやく山田家当主、孫四郎によって入山が許可されることとなった。

## 甲斐駒ヶ岳登頂
弘幡行者と名のり、山田孫四郎宅へ草鞋を脱ぎ援助を受け、村人から食物などをいただきながら夜が明ければ開道に勢を出し、日が暮れれば樹下や岩穴に臥した。登頂を試みる事、数十回（倒れているところを村人に発見され、山田家へ担ぎ込まれる事もしばしあった。）単独で横手から甲斐駒ヶ岳に入山し、3か月目に登頂に成功、開山を果した。瑞雲たなびく東方雲海より旭日する御来光をひざまずいて拝してから、頂上に立った。弘幡行者小尾権三郎21歳、文化13年（1816年）6月15日夜明けであった。

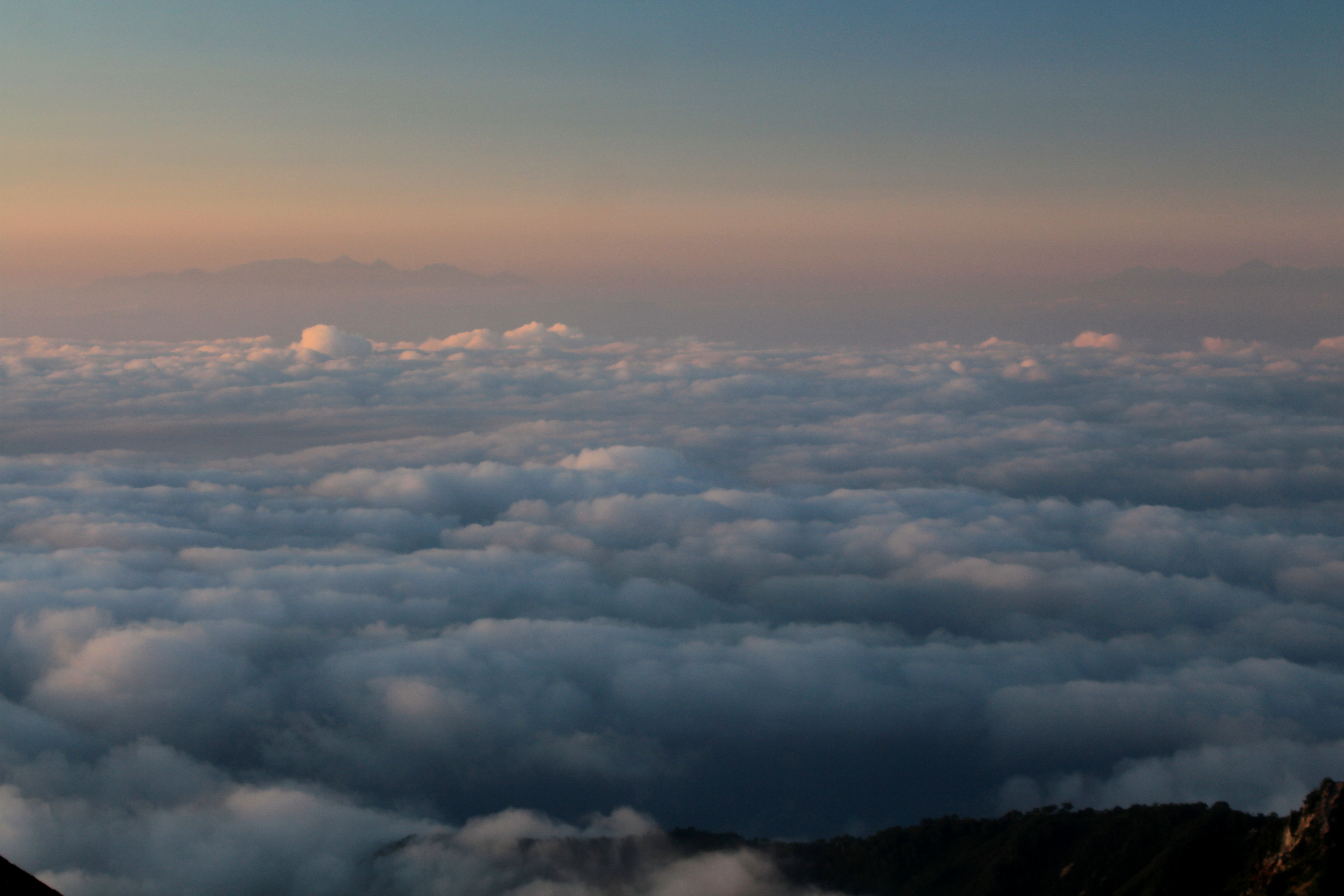
雲海に浮かぶ八ヶ岳と赤石山脈の鋸岳と甲斐駒ヶ岳

## 延命行者、そして威力不動尊
文化14年(1817年)権三郎は8人の弟子達と共に甲斐駒の登山道の整備を始める。
文政元年（1818年）京都神道神祇官白川伯王家長官雅寿王を尋ね、開山の旨を申し伝え、駒ヶ岳開山延命行者五行菩薩（菩薩の修すべき5種の行法。）の尊号を賜り、駒ヶ岳講を結成する事を許可された。
それからたった1年後の文政2年（1819年）6月15日没する。享年24歳の若さだった。遺体は上古田の墓地へ埋葬される。（入定塚との説あり）死因は不明とされている。病死、土中入定（即身成仏）、法難死など諸説あり。自分の亡くなる日を予言し、「百年後に我が墓を掘ってみよ」と遺言したと伝えられる。
また、権三郎が没する時に､山田孫四郎へ太刀､袈裟､理趣経、独鈷杵､三鈷杵､五鈷杵､巻物､御山掟書、病難除御札などを形見の品として贈るようにという遺言があったとも伝えられている｡駒ヶ嶽開山時の援助への感謝のためと考えられている｡

## 権三郎の死後
権三郎は「威力不動明王」として祀られ、生家所有の道端に不動堂が建立された。権三郎の業績を讃え、世に知らそうと、上古田村民全員信徒となって駒ヶ岳講「駒ヶ岳開山威力不動尊総元講」を結成し、村中で毎月15日の縁日に威力大聖不動明王の祭事の護摩供修法を行った。
（明治20年（1887年）現在の場所に威力不動堂を移し茅葺きの草屋を建てたが、昭和3年（1928年）1月11日に全焼した。再建は甲州、筑摩郡、諏訪の信徒の寄進で昭和4年（1929年）10月現在の威力不動堂が建立された。）
文化後期、甲州で駒ヶ岳講を組織化したのが、権三郎に協力した山田家の嘉三郎、孫四郎兄弟。山田家は甲斐駒ケ岳の麓にあり名主という信頼もあって、布教は順調に進み、講員は武州、相州などにも広がっていた。今日、北杜市の横手と竹宇に権三郎の教えを引き継ぐ駒ヶ嶽神社がある
。

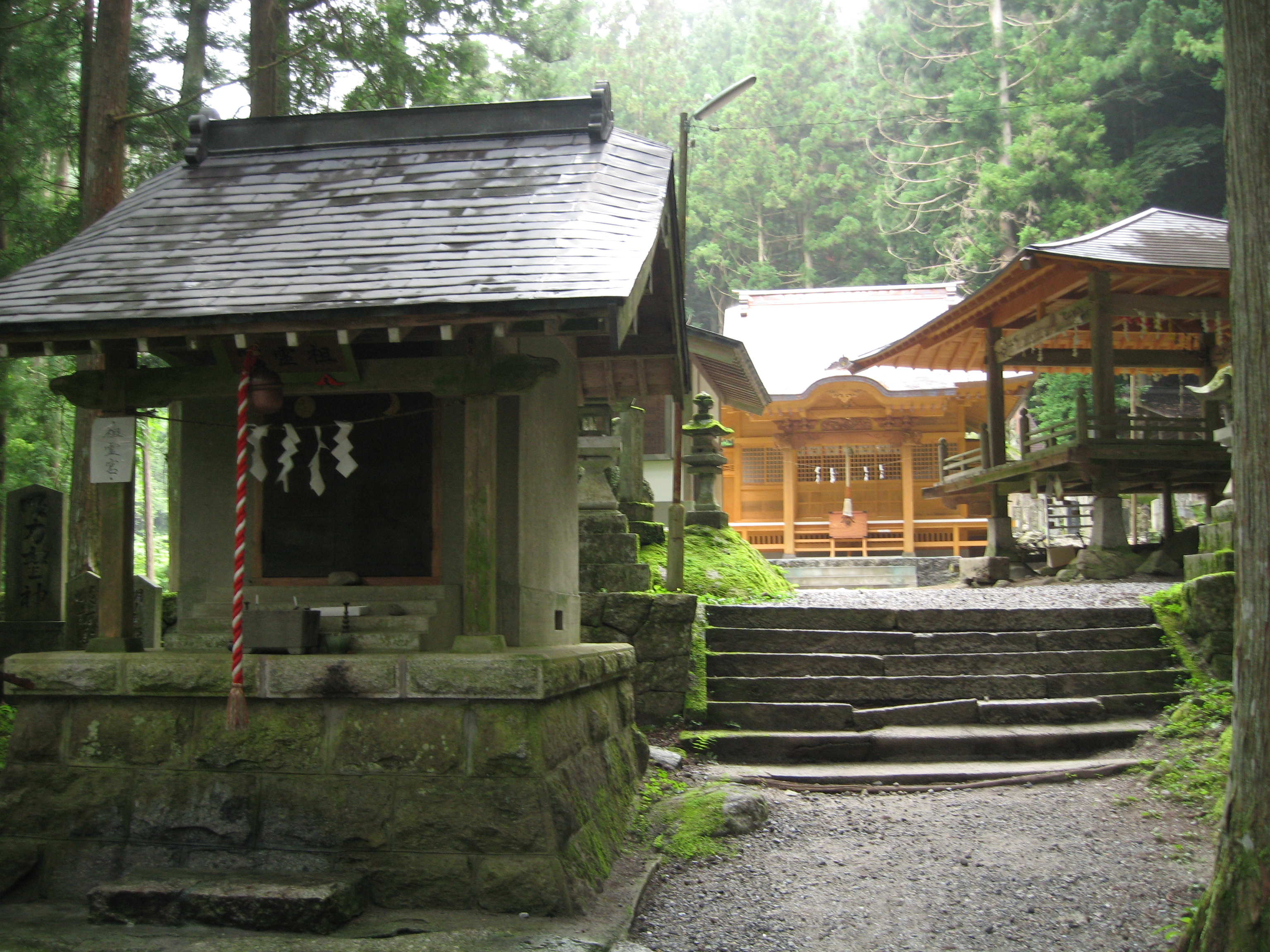
竹宇駒ヶ嶽神社

そこから山頂にいたる黒戸尾根6合目の不動岩には現在も権三郎が「大開山威力大聖不動明王」として祀られている。
同時期、乙事村でも行者修行をした人々によって駒嶽講が結成された。
権三郎の開山から200年の平成28年（2016年）に北杜市郷土資料館にて権三郎の遺品10点を展示する企画展が開催された。
没後200年の平成30年（2018年）、生家から近い八ヶ岳総合博物館にて『開山小尾権三郎 : 上古田を中心とする信仰と甲斐駒ヶ岳 : 茅野市政60年八ヶ岳総合博物館開館30周年甲斐駒ヶ岳開山小尾権三郎没後200年 : 企画展』が開催された。